# Hexamethylentetramin

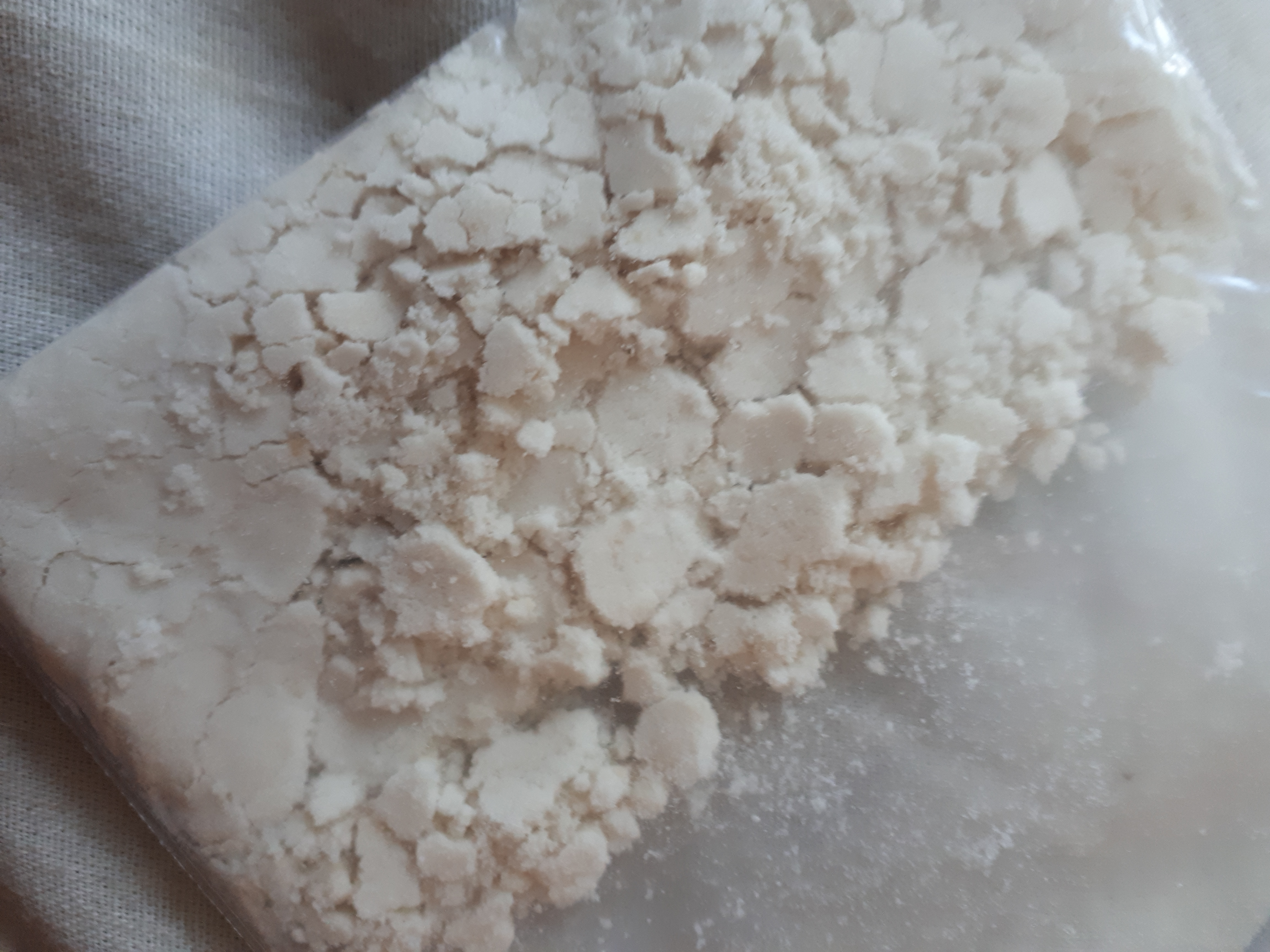
Hexamethylentetramin-Pulver

Hexamethylentetramin (auch Methenamin oder Urotropin) ist ein farbloses kristallines Pulver. Die chemische Struktur von Hexamethylentetramin lässt sich vom Kohlenwasserstoff Adamantan ableiten: Beim Hexamethylentetramin sitzen an den vier Verknüpfungsstellen der drei Sechserringe Stickstoffatome. Zwischen den Stickstoffatomen (als Eckpunkte eines Tetraeders) liegt jeweils eine CH2-Gruppe.

## Geschichte

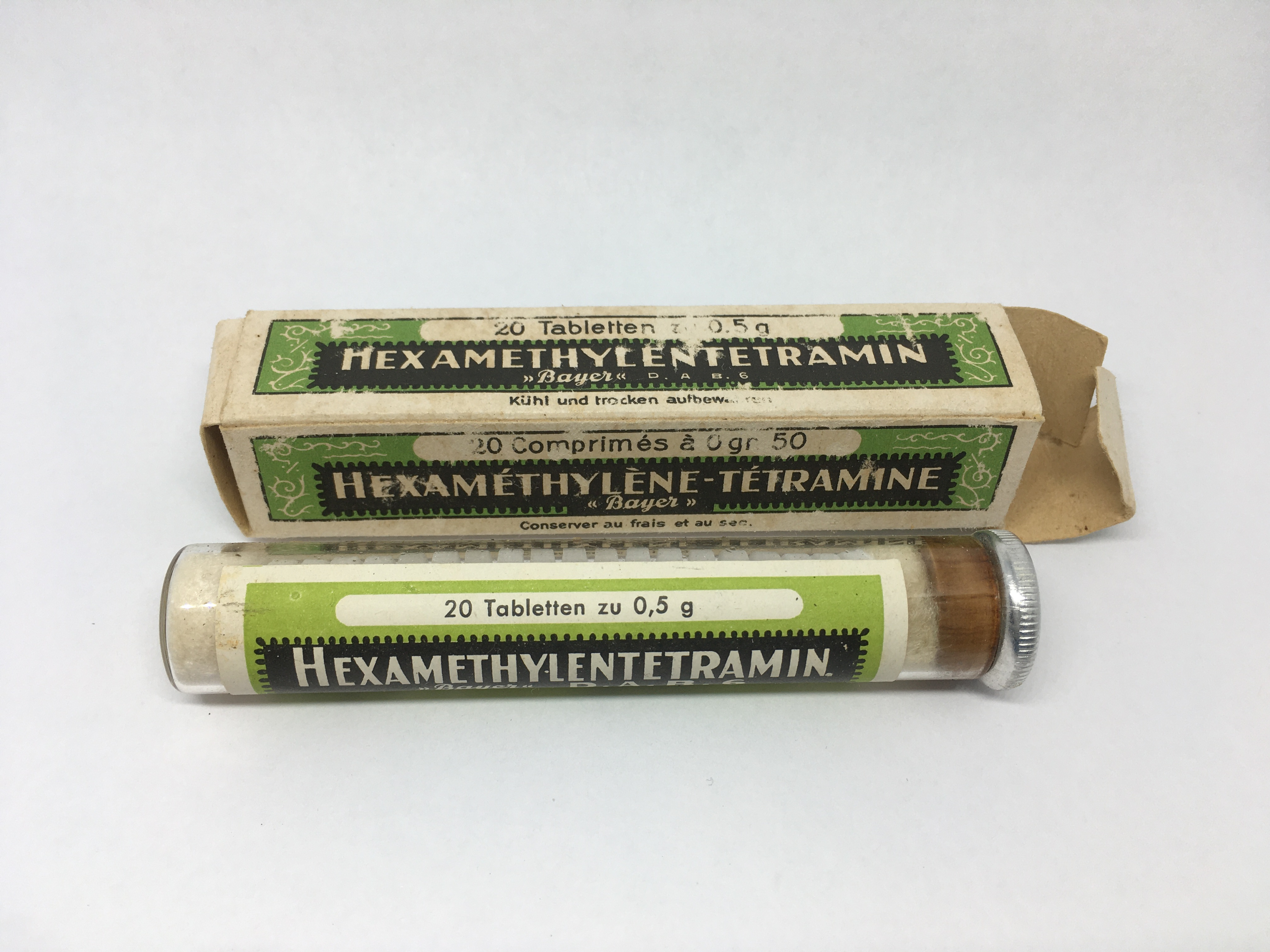
Abgepacktes Hexamethylentetramin von Bayer (IG Farben)

Hexamethylentetramin wurde erstmals 1859 von Alexander Michailowitsch Butlerow beschrieben. 1894 wurde es unter dem Warenzeichen Urotropin zur Desinfektion der Harnwege in die Therapie eingeführt.

## Herstellung
Hexamethylentetramin entsteht aus Ammoniak und Formaldehyd in wässriger Lösung:
Diese Reaktion wird bei der sogenannten Formol-Titration bei der Bestimmung von Ammoniumverbindungen eingesetzt.

## Eigenschaften
Der Flammpunkt liegt bei 250 °C, die Zündtemperatur bei 390 °C und die Zersetzungstemperatur bei > 263 °C. Die Energiedichte, Brennwert beträgt 31,3 MJ/kg, der pH-Wert einer 0,2 molaren Lösung (28 g/l) liegt bei 8,4 und der pKs-Wert bei 8,95 (20 °C).

## Verwendung
Hexamethylentetramin dient zur Herstellung von Amino- und Phenoplasten und als Lebensmittelkonservierungsstoff (E 239, selten verwendet, nur zugelassen in Provolone-Käse). In gepresster Form wird es auch als Trockenbrennstoff gebraucht und ist der Hauptbestandteil der Brennstoffe Esbit und von Meta Tabletten der Firma Lonza – in Form quaderförmiger Tabletten mit grauen Markierungsflecken.
In der Histochemie wird Hexamethylentetramin bei Silberfärbungen eingesetzt.
In der organischen Synthese dient es als Formyläquivalent (Duff-Reaktion), zur Einführung von Aminogruppen, zur Synthese von N-Heterocyclen und wird in der Mannich-Reaktion verwendet. In der anorganischen Analytik dient es im Kationen-Trennungsgang als Puffersubstanz bei der Fällung der „Urotropin-Gruppe“ (zu der auch Eisen, Chrom und Aluminium gehören) bei pH 5,5. In saurer wässriger Lösung zerfällt Methenamin in Formaldehyd und Ammoniumionen. Deshalb führt sublimiertes Hexamethylentetramin bei der Emissionsmessung während der Herstellung von Phenolharzen zu überhöhten Formaldehyd-Konzentrationen bei Messverfahren, die mit sauren Lösungen arbeiten. In diesem Zusammenhang sind das DNPH-Verfahren und das MBTH-Verfahren zu nennen.
Hexamethylentetramin ist ein Ausgangsstoff zur Herstellung der Sprengstoffe Hexogen, Oktogen, Dinitrohexamin und HMTD. Als solcher unterliegt es der Verordnung (EU) Nr. 2019/1148 über die Vermarktung und Verwendung von Ausgangsstoffen für Explosivstoffe (Anhang II).
In der Gießereitechnik wird es zusammen mit Phenolharz als Harz-Härter-System für das Maskenformverfahren zur Herstellung von Formschalen und Hohlkernen verwendet.
Eine weitere Verwendung ist die Neutralisation saurer Nebenprodukte bei der Synthese des chemischen Kampfstoffes Sarin, weswegen der Nachweis von Hexamin (= Hexamethylentetramin) in Kampfgebieten als ein Indiz für einen Sarineinsatz gelten kann.
Medizinisch findet Hexamethylentetramin (Freiname: Methenamin) Verwendung gegen übermäßige Transpiration, z. B. an den Händen, Füßen oder Achseln (Handelsname: Antihydral, fettfreie Paste). In seiner Verwendung als Desinfizienz bei Harnwegsinfekten wurde Methenamin (Urotropin) durch Antibiotika verdrängt. Die Wirkung beruht auf der Abspaltung von Formaldehyd in saurem Milieu, weswegen es mit harnansäuernden Substanzen (Camphersäure, Anhydromethylencitronensäure u. a.) kombiniert wurde.